# Śmierć (rzeka)
Śmierć (biał. Смердзь, Смерць; biał. (tar.) Сьмердзь, Сьмерць; ros. Смердь) – rzeka na Białorusi, w obwodzie brzeskim, w rejonie łuninieckim. Lewy dopływ Prypeci. Należy do zlewiska Morza Czarnego dorzecza Dniepru.
XIX-wieczny Słownik geograficzny Królestwa Polskiego jako alternatywne nazwy rzeki wymienia Smert, Smuć i Smut.

## Przebieg
Jej źródła znajdują się na krańcu dużego mokradła Błota Hryczyn, w pobliżu miejscowości Miżlessie. Następnie rzeka płynie na południe, mijając m.in. Krasną Wolę, Lubaczyn, linię kolejową Kalinkowicze – Łuniniec i Łachwę.
Uchodzi do Prypeci na terenie Rezerwatu Krajobrazowego Środkowa Prypeć, z dala od skupisk ludzkich.
Prowadzona na niej jest turystyka kajakowa.